# 蒙泰鲁
蒙泰鲁是巴西帕拉伊巴州的一个市镇。总面积986.37平方公里，总人口31100人，人口密度31.5人/平方公里。